# Bupleurum nematocladum
Bupleurum nematocladum är en flockblommig växtart som beskrevs av Karl Heinz Rechinger. Bupleurum nematocladum ingår i släktet harörter, och familjen flockblommiga växter. Inga underarter finns listade i Catalogue of Life.